# 1923 no carnaval
Nesta página encontrará referências aos acontecimentos directamente relacionados com o carnaval ocorridos durante o ano de 1923.

## Eventos
- 11 de Abril - É fundado o GRES Portela (Grêmio Recreativo Escola de Samba Portela), mais antiga escola de samba existente e maior campeã carioca, com atuais 21 títulos.

## Nascimentos
| Data | Nome | Profissão | Nacionalidade | Observações | Ref |
| ---- | ---- | --------- | ------------- | ----------- | --- |

## Mortes
| Data | Nome | Profissão | Nacionalidade | Observações | Ref |
| ---- | ---- | --------- | ------------- | ----------- | --- |